# Serhij Bubka
Serhij Nazarovytj Bubka (ukrainsk: Сергій Назарович Бубка ; født 4. december 1963 i Lugansk, Sovjetunionen) er en pensioneret ukrainsk atletikudøver (stangspringer), der med én OL- én EM- og seks VM-guldmedaljer samt hele 35 verdensrekorder i stangspring regnes som verdens bedste stangspringer gennem tiden. Han er også flere gange blevet kåret til verdens bedste atletikudøver nogensinde.
Bubka vandt som repræsentant for Sovjetunionen guld ved OL i Seoul 1988, ved VM i 1983, 1987 og 1991, samt ved EM i 1986. Som repræsentant for Ukraine vandt han efterfølgende guld ved tre verdensmesterskaber i træk, i 1993, 1995 og 1997.
Bubka nåede gennem sin karriere at slå verdensrekorden i stangspring intet mindre end 35 gange, og han var indtil d. 18. juni 2016 indehaver af verdensrekorden med et spring på 6,15 meter udendørs.